# فيليسيانو ريفيلا
فيليسيانو ريفيلا (بالإسبانية: Feliciano Rivilla)‏ (مواليد 21 أغسطس 1936 - 6 نوفمبر 2017)، هو لاعب كرة قدم إسباني سابق.
لعب مع منتخب إسبانيا لكرة القدم.

## روابط خارجية
- فيليسيانو ريفيلا على موقع الاتحاد الدولي (مؤرشف)  (الإنجليزية)
- فيليسيانو ريفيلا على موقع قاعدة بيانات كرة القدم.إي يو (الإنجليزية)
- فيليسيانو ريفيلا على موقع ناشيونال فوتبول تيمز (الإنجليزية)